# RosaMag
RosaMag ist ein deutsches Onlinemagazin für Schwarze Frauen. Im Jahr 2020 war es für einen Grimme Online Award nominiert und im Jahr 2021 gewann es die Auszeichnung Die Goldenen Blogger als „Newcomerin des Jahres“.

## Geschichte
Das Magazin wurde im Januar 2019 von der Journalistin Ciani-Sophia Hoeder als Reaktion auf die mangelnde Repräsentation Schwarzer Frauen in der deutschen Medienlandschaft gegründet. Es ist das erste Magazin, das sich explizit an Schwarze Frauen richtet. Das Magazin hat nach Angaben Hoeders das Ziel, „sowohl als Informationsquelle wie auch zur Selbstermächtigung“ zu dienen. Der Name ist eine Hommage an die US-amerikanische Bürgerrechtlerin Rosa Parks. Acht Monate nach Start des Projekts erhielt das Magazin eine Förderung des Media Lab Bayern. Seit dem Sommer 2020 besteht eine Kooperation mit dem Onlinemagazin Jetzt, durch die Texte aus dem RosaMag auf der Website von Jetzt erscheinen. Seit 2023 ist Celia Parbey, die bereits seit 2020 Chefredakteurin des Magazins war, auch Geschäftsführerin des RosaMags.

## Inhalt
Inhaltlich ist das Magazin hauptsächlich auf Lifestyle-Themen für die Zielgruppe Schwarzer Frauen im Alter von 25–45 Jahren fokussiert, thematisiert aber z. B. auch Rassismus und Identitätsfragen. Das Magazin versucht außerdem, prominente Schwarze Menschen in Deutschland in der Rubrik Menschen zu porträtieren. RosaMag generiert Einnahmen über die Crowdfunding-Plattform Steady und hat 13 Mitarbeiterinnen, von denen drei fest angestellt sind.

## Veröffentlichungen
Im September 2021 erschien im Verlag &Töchter das Buch Schwarz wird großgeschrieben, herausgegeben von Evein Obulor und RosaMag. Das Buch enthält zwanzig Texte von in Deutschland lebenden Schwarzen FLINTA-Personen, in denen diese ihre Lebensrealitäten und Zukunftsvisionen beschreiben. Der Verlag wurde für das Publikationsvorhaben mit einer Verlagsprämie des Freistaats Bayern 2021 ausgezeichnet.
- Schwarz wird großgeschrieben, &Töchter Verlag, München 2021, ISBN 978-3-948819-02-6